# جيراردو روكساس
جيراردو روكساس (بالإنجليزية: Gerardo Roxas)‏ (و. 1924 – 1982 م) هو سياسي من الفلبين . ولد في مانيلا . تولى منصب عضو مجلس الشيوخ في الفلبين .
توفي في نيويورك ، عن عمر يناهز 58 عاماً.

## التعليم
تعلم في جامعة أتينيو دي مانيلا ‏، وجامعة الفلبين